# Ixias insignis
Ixias insignis är en fjärilsart som beskrevs av Butler 1879. Ixias insignis ingår i släktet Ixias och familjen vitfjärilar. Inga underarter finns listade i Catalogue of Life.